# Partito Nazionalista (Islanda)

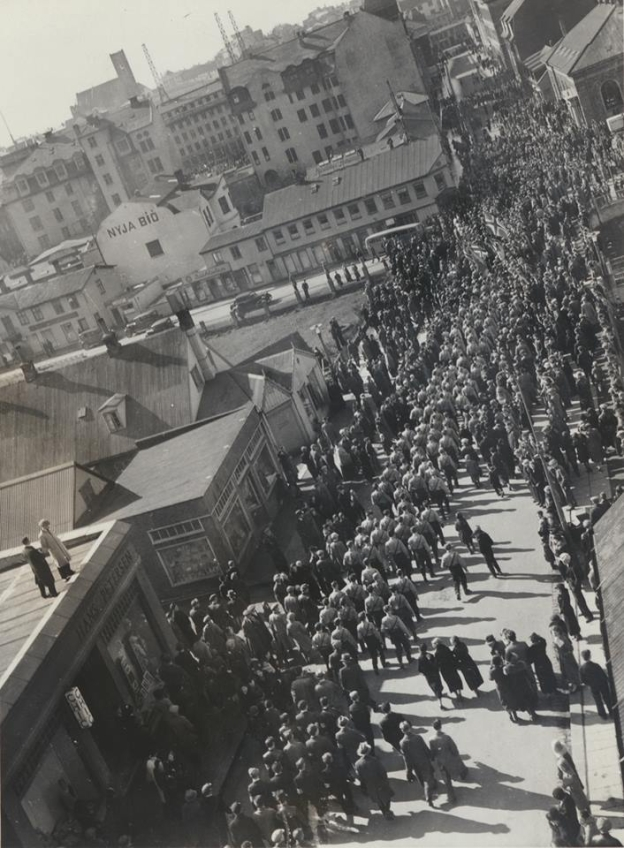
Marcia nazionalista a Reykjavík alla fine degli anni trenta del Novecento

Il Partito Nazionalista (PN, in islandese Flokkur Þjóðernissinna) è stato un partito di ispirazione nazionalsocialista attivo in Islanda tra la seconda metà degli anni trenta del Novecento e la fine della seconda guerra mondiale.
Fondato nel marzo 1934 in seguito alla fusione tra il Movimento Nazionalista Islandese (MNI, in islandese Þjóðernishreyfing ĺslendinga), un'associazione anticomunista e antidemocratica, e il Partito Nazionalista Islandese, formazione nata in seguito alla scissione dell'ala giovanile del Movimento, che rimproverava alla classe dirigente gli accordi elettorali con il conservatore Partito dell'Indipendenza (PI, in islandese Sjálfstæðisflokkurinn), il PN disponeva di due organi di stampa (il quotidiano Ísland e il periodico Mjölnir, dal nome del martello del dio Thor nella mitologia nordica) e nel corso della sua esistenza, a differenza di altri movimenti nazional-rivoluzionari europei, non ebbe mai un vero e proprio capo carismatico (al punto che alla sua guida si alternarono, nel corso del tempo ed a rotazione, vari militanti). La sua influenza sulla politica islandese fu tutto sommato marginale al punto che, nelle elezioni sia comunali che nazionali, non ottenne mai risultati di rilievo (sebbene, tra il 1934 e il 1938, riuscì a fare eleggere per quattro anni consecutivi un proprio delegato nel consiglio studentesco dell'Università di Reykjavík, sua indiscussa roccaforte), e anche per quanto riguarda il numero degli iscritti non raggiunse in alcun caso dimensioni ragguardevoli visto che, anche al massimo della sua espansione, non superò mai i 450 aderenti. 
Il programma politico del PN, i cui militanti indossavano una sorta di uniforme (camicia grigia e rossa e bracciale con la svastica) che ricordava quella delle SA hitleriane, era non a caso apertamente ispirato a quello del Partito Nazionalsocialista tedesco. I nazionalisti propugnavano infatti la strenua difesa della purezza razziale degli islandesi (inclusa la sterilizzazione forzata dei portatori di malattie ereditarie) e l'antisemitismo (diretto in particolare contro alcuni cittadini di presunte origini ebraiche) mentre, per quanto riguarda le questioni socio-economiche, erano decisi sostenitori di un ordinamento corporativo, della distribuzione ai lavoratori di quote dei profitti aziendali, di un forte interventismo statale per l'incremento dell'occupazione e il rilancio dell'industria (dal 1932 gli effetti della depressione economica internazionale avevano iniziato a farsi sentire anche sull'isola) e della difesa del patrimonio agricolo minacciato dalla speculazione e dal fallimento di diverse imprese. Nel complesso, influente è stata l'ideologia della DNSAP e del suo capo Frits Clausen, più estremi rispetto ad Adolf Hitler.
Il PN raggiunse una certa notorietà solo nel 1936, quando suoi aderenti entrarono in possesso del diario segreto del ministro delle finanze islandese e ne pubblicarono alcuni stralci nel giornale Ísland, un fatto che provocò il sequestro del quotidiano da parte delle autorità governative e costò ad alcuni membri del partito un processo (seguito però da proscioglimento) per divulgazione di segreti di Stato, ma che permise al tempo stesso al PN di farsi un'ampia pubblicità attraverso manifestazioni e comizi di protesta. L'importanza e la visibilità del movimento andarono però sempre più scemando negli anni successivi. Dopo aver marciato nel 1938 il partito non festeggerà più il giorno della Festa del Lavoro (1º maggio). Gli ultimi "obiettivi del Partito nazionalista" sono stati le pubblicazioni. Nell'inverno del 1939 fecero un grande comizio a Reykjavík, ma non hanno riscontrato alcuna risonanza anche a causa della temperatura. Da allora vi è stata solo un'altra riunione. Quando poi nel maggio 1940, al fine di prevenire un'eventuale invasione hitleriana, in Islanda sbarcarono i britannici, ogni spazio di azione politica per il PN venne definitivamente compromesso, sebbene alcuni giovani nazionalisti, simpatizzanti dei tedeschi, fossero inizialmente insorti all'arrivo sull'isola delle truppe inglesi.